# Fuego y hielo

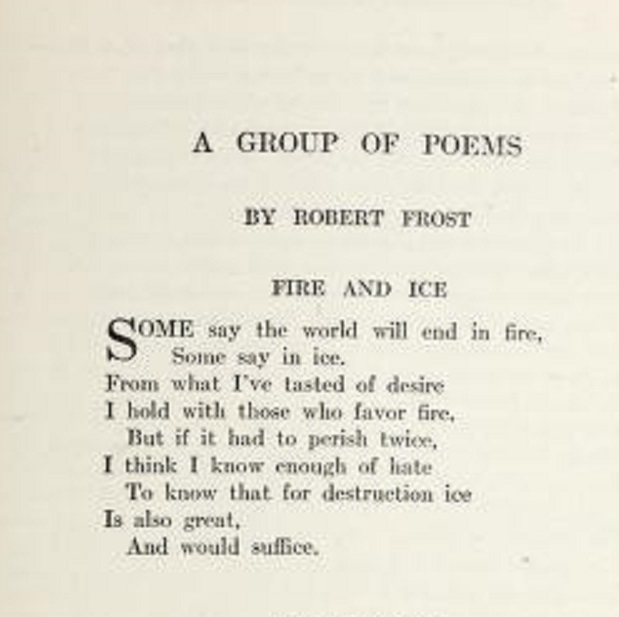
Edición física en inglés del poema Fuego y hielo de Robert Frost.

Fuego y hielo es uno de los poemas más conocidos de Robert Frost. Fue publicado en diciembre de 1920 en Harper's Magazine y en 1923 en, su libro ganador del Premio Pulitzer, New Hampshire. Discute el fin del mundo, comparando la fuerza elemental del fuego con el deseo y el hielo con el odio. Es uno de los poemas más conocidos y antologizados de Frost.

## Poema
| Versión original Some say the world will end in fire, Some say in ice. From what I’ve tasted of desire I hold with those who favor fire But if I had to perish twice, I think I know enough of hate To say that for destruction ice Is also great, And would suffice. | Traducción al español Unos dicen que el mundo terminará en fuego, unos dicen que en hielo. Por lo que he probado del deseo, estoy con los partidarios del fuego. Pero si tuviera que perecer dos veces, creo conocer lo suficiente del odio como para decir para la destrucción el hielo también es poderoso. Y bastaría. |

## Inspiración
Según uno de los biógrafos de Frost, Fuego y hielo se inspiró en un pasaje del Canto 32 del Infierno de Dante en la Divina Comedia, en el que los peores delincuentes del infierno, los traidores, son sumergidos, mientras se encuentran en un infierno ardiente, hasta el cuello en el hielo: «Al volverme, hallé al frente un estanque helado. No asemejaba agua, antes dura roca. Nunca polo alguno formó tal masa helada, que de caer montañas no la lograran hacer un rasguño. (...) Tal aquellos condenados se encontraban por dentro del carámbano, sacando sus cabezas hasta el mentón.»
En una anécdota que relató en 1960 en una presentación de "La ciencia y las artes", el destacado astrónomo Harlow Shapley afirma haber inspirado "Fuego y hielo". Shapley describe un encuentro que tuvo con Robert Frost un año antes de que se publicara el poema en el que Frost, notando que Shapley era el gran astrónomo de su época, le preguntó cómo terminaría el mundo. Shapley respondió que o el sol explotará e incinerará la Tierra, o la Tierra de alguna manera escapará de este destino solo para terminar congelando lentamente en el espacio profundo. Shapley se sorprendió al ver "Fuego y hielo" impreso un año después, y se refirió a él como un ejemplo de cómo la ciencia puede influir en la creación de arte o aclarar su significado.

## Estilo y estructura
Está escrito en una sola estancia de nueve líneas, que se reduce mucho en las dos últimas líneas. La métrica del poema es una mezcla irregular de tetrametro y diámetro yámbico, y el esquema de rima (que es ABA ABC BCB) sugiere pero se aparta del patrón riguroso de la terceto encadenado de Dante.

## En cultura popular
El escritor de fantasía George R. R. Martin ha dicho que el título de su serie Canción de hielo y fuego está inspirado en parte en el poema.
El personaje de Baron Quinn recita el poema en un episodio de la serie Into the Badlands de AMC.
Los versos del poema se mencionan y recitan a lo largo del episodio del videojuego Life Is Strange: Before the Storm.
El poema aparece citado entero en las páginas 2 y 3 de All-Star Batman #6 ("Ends of the Earth", part 1, fecha de portada marzo de 2017), de Scott Snyder y Jock.
El poema aparece al inicio de la película Ghostbusters: Frozen Empire (2024)